# Automotrice FS ALn 776
Le automotrici ALn 776 erano rotabili automotori con motore diesel della SFEN, società esercente la ferrovia Biella-Novara, immatricolati come AUTO.2N.BC 76.01-07. Vennero incorporati nel parco rotabili della Ferrovie dello Stato Italiane alla scadenza della concessione.

## Storia
La storia delle automotrici è piuttosto insolita: le 7 automotrici rappresentavano un'ordinazione alla Fiat da parte delle ferrovie egiziane; in seguito allo scoppio della seconda guerra mondiale e l'entrata in guerra dell'Italia nel 1940 l'ordine non poté essere perfezionato e le automotrici vennero fornite alla SFEN, società esercente la ferrovia Biella-Novara. Ivi vennero immatricolate come AUTO.2N.BC 76 con numerazione progressiva da 01 a 07;la cassa ricevette un'insolita colorazione in bianco e blu. Come da classificazione, l'automotrice era suddivisa in ambiente di seconda e di terza classe.
La classificazione 776.1001-1007 è stata attribuita e utilizzata dalle FS per indicare i 7 rotabili acquisiti nel 1961 in seguito al rilevamento della ferrovia (sulle quali nel frattempo venne applicata la livrea delle automotrici coeve FS, ovvero il castano) seguito alla decadenza della concessione della linea, fino al 1970 anno in cui vennero radiate e successivamente vendute per altro uso. Acquistate dalle Ferrovie del Gargano in numero di 6 allo scopo di demotorizzarle e usarle, trasformate, come rimorchi finirono i propri giorni in abbandono in seguito alla decadenza del progetto.

L'esercizio di queste automotrici si svolse praticamente su tutte le due linee biellesi per Santhià e per Novara.Non mancò infatti, che alcune Automotrici SFEN vennero noleggiate durante la guerra 1940-45 dall'allora società che gestiva la ferrovia Biella-Santhià; sia durante la guerra che nel dopoguerra, le nostre automotrici svolgevano i servizi locali Biella-Novara e i servizi diretti fra queste prime due località e Milano.
Le 776 serie 1000 come modello costruttivo si rifacevano alle ALn 556 costruite dalla Fiat e fornite alle Ferrovie dello Stato; ne differivano per la maggior lunghezza, oltre 4 m, per la disposizione interna con 20 posti a sedere in più e un comparto bagagliaio e per il tipo di motorizzazione più potente (Fiat tipo 356 a iniezione indiretta al posto dei 355c a iniezione diretta). Tutto ciò si traduceva in una massa complessiva maggiore di oltre 8 t. Avevano il freno continuo automatico Breda per automotrici e quello di stazionamento a mano.

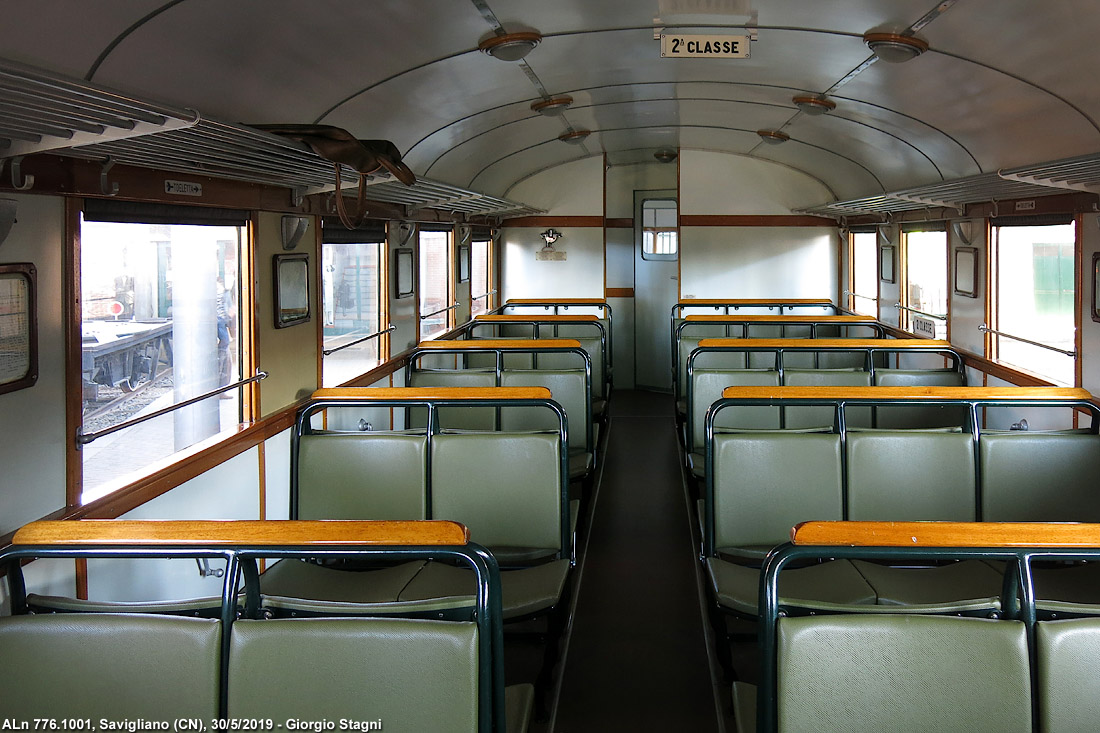
L'interno

Unico esemplare di Aln 776 sopravvissuto è la 1001 costruita nel 1940 per le ferrovie dell'Egitto e non consegnato per le mutate condizioni politiche, successivamente acquisito dalla Biella-Novara. Nel 1961 venne alienato e acquistato per uso ufficio da una segheria di Borgo San Dalmazzo. Acquistata e recuperata dai volontari del Museo ferroviario piemontese, è stata restaurata per treni storico-rievocativi grazie a un contributo della compagnia di SanPaolo, è in corso la reimmatricolazione, l'automotrice è ora esposta nella sede espositiva del museo a Savigliano.